# Administration fédérale des finances
Pour les articles homonymes, voir AFF.
L'Administration fédérale des finances (AFF ; Eidgenössische Finanzverwaltung, EFV en allemand ; Amministrazione federale delle finanze, AFF en italien) est un office fédéral du Département fédéral des finances en Suisse.

## Description
L'Administration fédérale des finances est responsable de l'établissement du budget, du plan financier et des comptes de la Confédération et en gère la trésorerie.
Elle emploie quelque 240 collaborateurs. Elle emplois aussi 850 personnes à Genève, pour la caisse de compensation AVS de l'Assurance-vieillesse et survivants.
Swissmint et la Centrale de compensation de l'AVS (850 collaborateurs) lui sont rattachés.

### Directeurs
- Sabine d'Amelio-Favez : depuis le 1er février 2021[3]
- Serge Gaillard : du 1er octobre 2012 au 31 janvier 2021[4],[5]
- Fritz Zurbrügg (de) : du 1er avril 2010 au 31 août 2012[6]
- Peter Siegenthaler : du 1er juillet 2000 au 30 juin 2010[7],[8]
- Ulrich Gygi (de) : 1989 - 2000[9]
- Max Iklé : 1948 - 1956[10]